# Relaciones Afganistán-Dinamarca
Las relaciones Afganistán-Dinamarca hacen referencia a los lazos diplomáticos que existen entre Afganistán y Dinamarca. Afganistán está representado en Dinamarca, a través de su embajada en Oslo, Noruega. Dinamarca tiene una embajada en Kabul. Dinamarca tiene 760 soldados en Afganistán, operando sin reservas y concentrados en la provincia de Helmand. Las relaciones entre los dos países son amistosas. Cerca de 9578 Afganos viven en Dinamarca.
Las relaciones diplomáticas se establecieron en 1947. El 24 de mayo de 1967, se firmó un acuerdo de servicios aéreos en Kabul. El 2 de marzo de 1979, se firmó un acuerdo sobre un préstamo danés a Afganistán.

## Ejército danés en Afganistán
Desde 2001, el real ejército danés ha estado implicado en la guerra en Afganistán como parte de la ISAF. El ejército danés con la armada británica ha estado implicado en combates contra los talibanes en la provincia de Helmand. Dinamarca tenía dos de sus F 16 en la Base Aérea de Manas, Kirguistán para apoyar a sus fuerzas en Afganistán.

## Asistencia
El Comité Danés para la Ayuda a los Refugiados Afganos es una organización que trabaja en Afganistán. La organización fue creada para apoyar a los afganos, que habían huido a Pakistán e Irán. La asistencia de Dinamarca a Afganistán asciende a 80 millones de dólares cada año. Desde la caída de los talibanes en 2001, Dinamarca ha apoyado a Afganistán con educación y democratización. En 2005, el Folketing aprobó 670 millones de coronas danesas, a la reconstrucción de Afganistán.
Durante una visita a Afganistán en noviembre de 2012, el ministro danés de Cooperación para el Desarrollo, Christian Friis Bach, declaró que su gobierno prometió $ 100 millones de dólares en ayuda durante los próximos 5 años.

## Visitas de alto nivel
El 28 de enero de 2006, el presidente afgano Hamid Karzai visitó a Anders Fogh Rasmussen en Marienborg, la residencia de verano del primer ministro danés. En septiembre de 2009, el primer ministro danés Anders Fogh Rasmussen visitó el campamento Bastion. El 23 de junio de 2010, el primer ministro danés Lars Løkke Rasmussen visitó Afganistán, donde conoció a Hamid Karzai. El 10 de enero de 2011, el ministro de Relaciones Exteriores de Afganistán, Zalmai Rassoul, visitó Dinamarca para discutir las relaciones bilaterales.